# 盛振邦
盛振邦（1929年—），男，江苏崇明（今属上海）人，中国船舶流体力学家，曾任上海交通大学副校长、教授、博士生导师。